# Big Hoops (Bigger the Better)
"Big Hoops (Bigger the Better)" (em português: Argolas Grandes (Quanto Maior, Melhor)) é uma canção gravada pela cantora e compositora canadense Nelly Furtado. Escrita e produzida por Rodney Jerkins, a canção foi lançada 17 de abril de 2012, como primeiro single oficial do álbum The Spirit Indestructible, quinto da de sua carreira.

## Antecedentes e composição
Nelly Furtado revelou que ela estava planejando lançar seu quinto álbum de estúdio no Verão de 2012. Furtado revelou em sua conta oficial no YouTube que ela iria lançar um novo single em abril de 2012. Ela revelou em seu Twitter oficial alguns dias depois que o novo single seria chamado de "Big Hoops (Bigger the Better)" e mais tarde foi revelado que o single foi produzido por Rodney "Darkchild" Jerkins.

## Lista de faixas
| Download digital |                                 |         |  |
| N.º              | Título                          | Duração |  |
| 1.               | "Big Hoops (Bigger the Better)" | 3:52    |  |

| Download digital - UK Remixes EP |                                                             |         |  |
| N.º                              | Título                                                      | Duração |  |
| 1.                               | "Big Hoops (Bigger the Better)"                             | 3:52    |  |
| 2.                               | "Something" (Featuring Nas)                                 |         |  |
| 3.                               | "Big Hoops (Bigger the Better)" (Extended Version)          |         |  |
| 4.                               | "Big Hoops (Bigger the Better)" (Instrumental)              |         |  |
| 5.                               | "Big Hoops (Bigger the Better)" (Darkchild Jungle Club Mix) |         |  |

| CD single |                                 |         |  |
| N.º       | Título                          | Duração |  |
| 1.        | "Big Hoops (Bigger the Better)" |         |  |
| 2.        | "Something" (Featuring Nas)     |         |  |

## Videoclipe
De acordo com o que Nelly Furtado revelou na sua conta oficial no Twitter, o videoclipe de "Big Hoops (Bigger the Better)" foi filmado em 5 de abril de 2012, em Los Angeles na Califórnia. Posteriormente, foram divulgadas na internet, imagens de Nelly Furtado na gravação do videoclipe, que na ocasião usava pernas-de-pau. Furtado também revelou em sua conta no Twitter que haverá três vídeos musicais diferentes para a canção. O videoclipe estreou no dia 3 de maio no Much Music e no dia 7 de maio na conta oficial da cantora no VEVO. O vídeo conta com a direção de Little X, que já trabalho com Nelly no seu vídeo anterior, "Promiscuous".

### Sinopse
No vídeo "Big Hoops", Furtado passeia abaixo um quarteirão da cidade usando um par gigante de pernas de pau. Enquanto ela caminha graciosamente pela cidade, pessoas abaixo dela olham fixamente em assombro. Mais tarde, o cenário muda e Nelly faz uma dança interpretativa, com referências à cultura nativa norte-americana.

### Recepção
Becky Bain do site Idolator escreveu que "damos suporte a uma cantora andando com pernas-de-pau por uma rua da cidade. Eventualmente, Nelly cresceu a proporções do Godzilla, e então mostra suas joias. Isso realmente são grandes argolas." Jenna Rubenstein da MTV News escreveu que "o vídeo de Nelly, 'Big Hoops', é totalmente estranho e não faz sentido. Não nos importamos? Não. Porque qualquer garota que possui um olhar quente, enquanto anda sobre pernas-de-pau merece o nosso respeito total"." Bill Cordeiro de About.com elogiou o vídeo, escrevendo que "Nelly raramente pareceu e soou melhor".

## Desempenho nas paradas musicais
| Parada (2012)                         | Melhor posição |
| ------------------------------------- | -------------- |
| Bélgica - Ultratop 50 (Flanders)      | 5              |
| Bélgica - Ultratop 40 (Valônia)       | 8              |
| Canadá - Canadian Hot 100             | 28             |
| Escócia - Official Charts Company     | 22             |
| Estados Unidos - Hot Dance Club Songs | 6              |
| Estados Unidos - Pop Songs            | 40             |
| Países Baixos - Dutch Top 40          | 46             |
| Reino Unido - UK Singles Chart        | 14             |

## Histórico de lançamento
| País           | Data                | Formato          |
| -------------- | ------------------- | ---------------- |
| França         | 16 de abril de 2012 | Airplay          |
| Estados Unidos | 17 de abril de 2012 | Download digital |
| Brasil         | 17 de abril de 2012 | Download digital |
| Alemanha       | 18 de maio de 2012  | CD single        |